# Leandra lasiostachya
Leandra lasiostachya är en tvåhjärtbladig växtart som beskrevs av Célestin Alfred Cogniaux. Leandra lasiostachya ingår i släktet Leandra och familjen Melastomataceae. Inga underarter finns listade i Catalogue of Life.